# Casa di campagna inglese

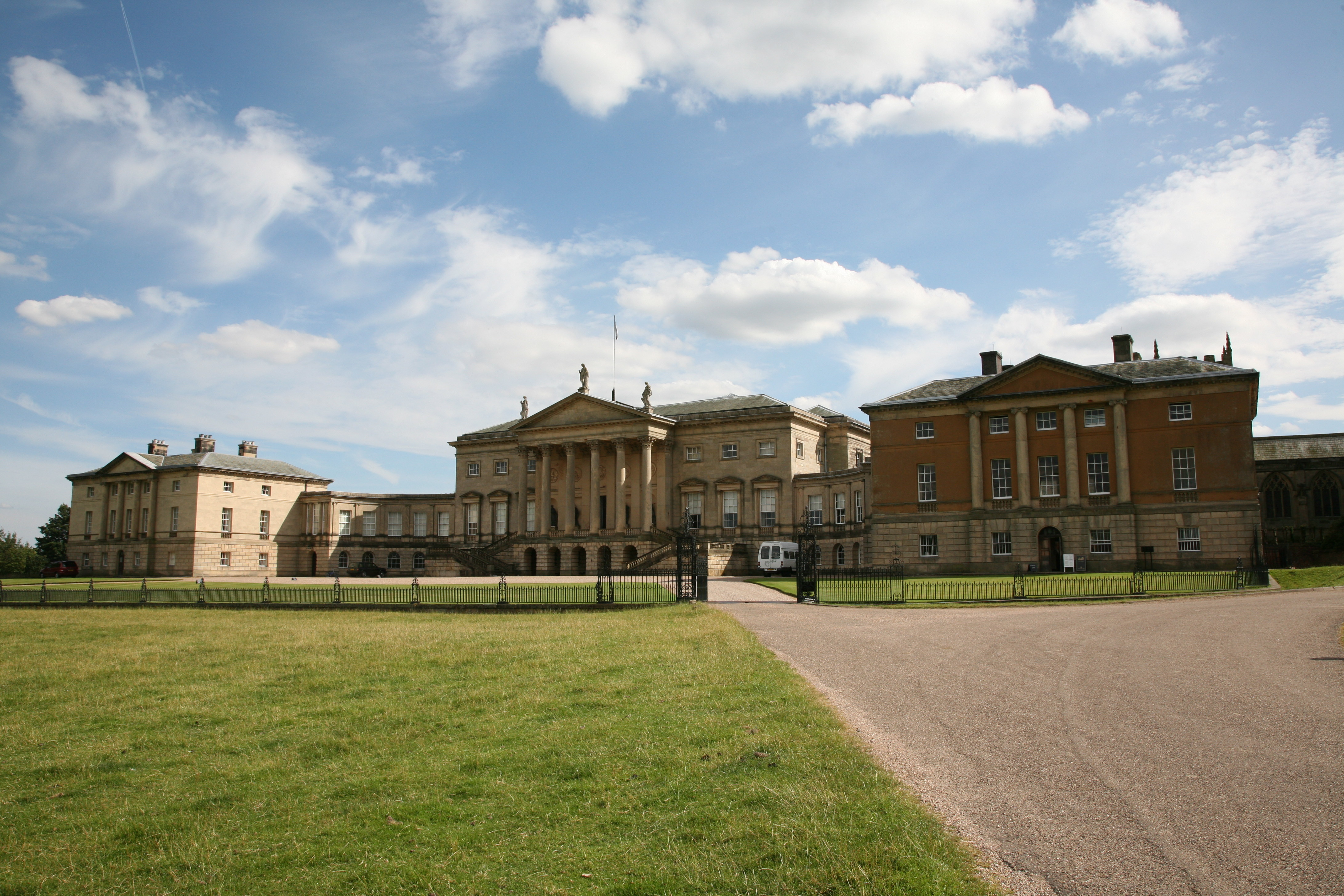
Kedleston Hall, casa di campagna inglese simbolo del potere aristocratico

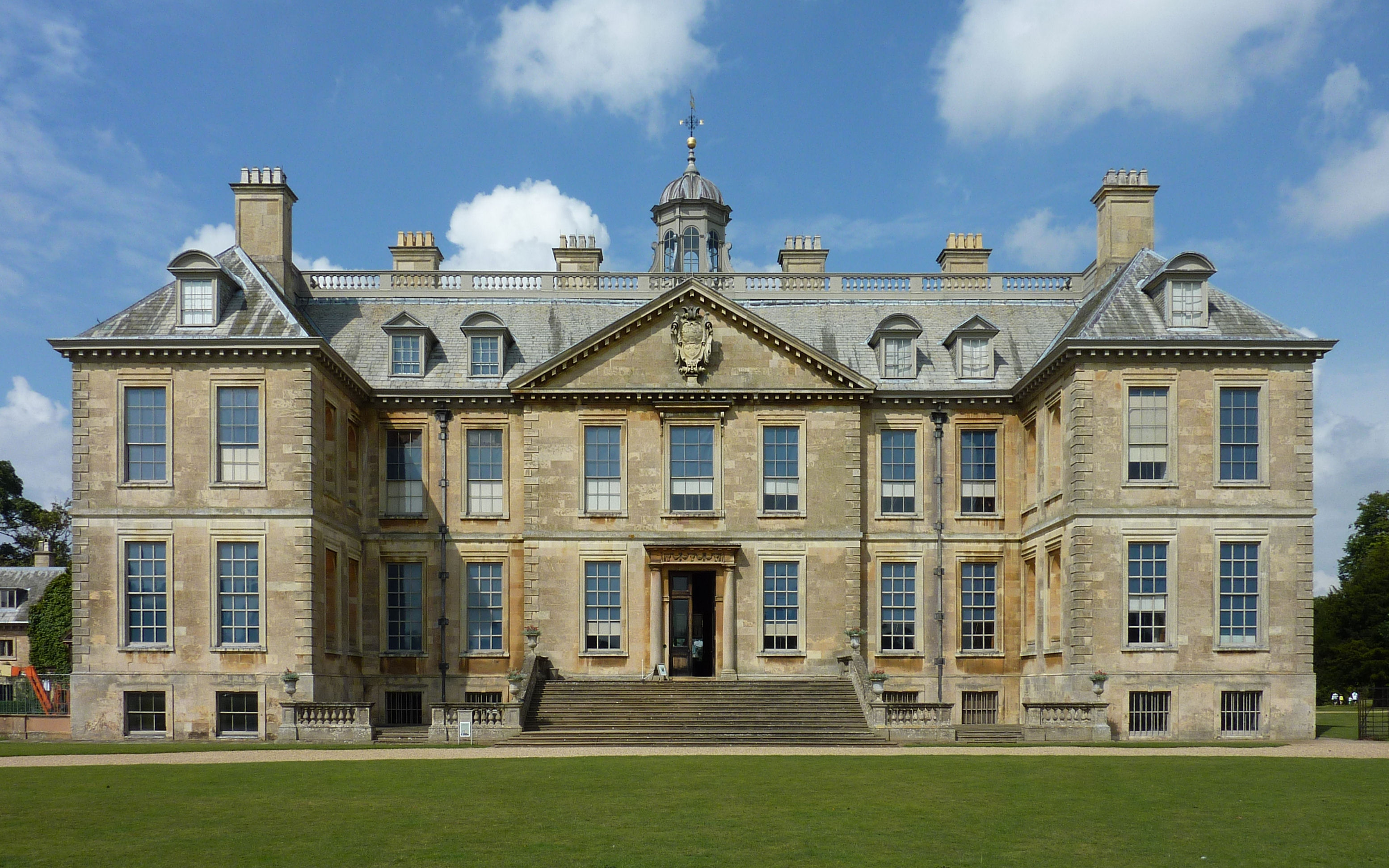
Belton House è una casa di campagna inglese nel Lincolnshire

La casa di campagna inglese (en: English country house) sono case o magioni con terre attorno.

## Storia
Alcune case di campagna, come ad esempio Kedleston Hall, Blenheim Palace e Holkham Hall, sono state edificate come abitazioni simbolo del potere delle famiglie aristocratiche che le possedevano. Con la costruzione di queste maestose residenze si andava a modificare il territorio circostante con la creazione di laghetti artificiali, parchi, riserve di caccia. Al contrario altre, come Ascott House, nel Buckinghamshire, vennero intese come luogo di ritiro.

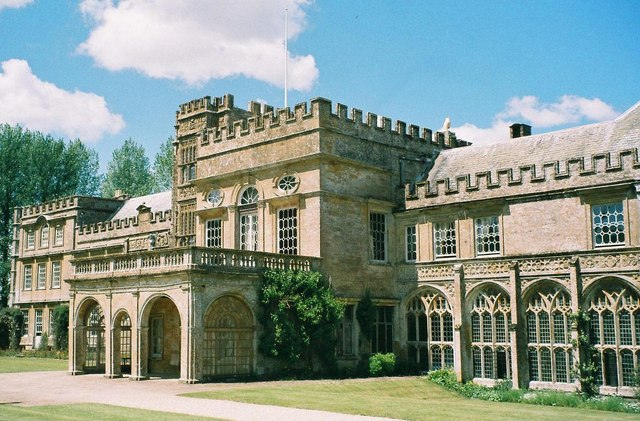
Forde Abbey nel Dorset. Molte case di campagna si sono evolute nel corso dei secoli. In questo caso l'architettura passa da quella ecclesiastica medievale a quella palladiana sino allo Strawberry Hill Gothic.

Questa tipologia si è evoluta nel corso dei secoli. Durante il Medioevo le grandi case padronali erano perlopiù strutture fortificate, dei manieri che riflettevano la posizione sociale dei loro proprietari come signori feudali. Il periodo di stabilità garantito dalla dinastia Tudor vide la costruzione delle prime grandi case di campagna non fortificate. La dissoluzione dei monasteri operata da Enrico VIII vide molte ex proprietà ecclesiastiche passare ai favoriti del sovrano che le convertirono in case private di campagna. Woburn Abbey, Forde Abbey e molte altre strutture che ancora oggi portano i termini di abbey o priory nei loro nomi divennero residenze private in questo periodo. Altri termini per descrivere spesso le case di campagna aventi comunque antica origine (non necessariamente ecclesiastica) sono palace, castle, court, hall, mansion, park, house, manor e place.
Fu nell'ultima parte del regno di Elisabetta I e sotto il suo successore Giacomo I che vennero realizzate ex novo le prime magioni con cui ancora oggi si è soliti descrivere un tipico esempio di casa di campagna inglese. Burghley House, Longleat House e Hatfield House sono tra gli esempi più noti, spesso costruite in maniera sfarzosa per attirare il monarca a recarsi in loco in visita. Dal regno di Carlo I, Inigo Jones e le sue forme palladiane d'architettura iniziarono a prendere piede cambiando completamente l'architettura domestica inglese, con l'uso di torrette e torri. Lo stile palladiano, nelle sue varie forme, interrotto brevemente dal barocco, predominò sino alla seconda metà del XVIII secolo quando le crescenti influenze greche e romane antiche portarono gradualmente al neoclassicismo patrocinato in Inghilterra da Robert Adam.

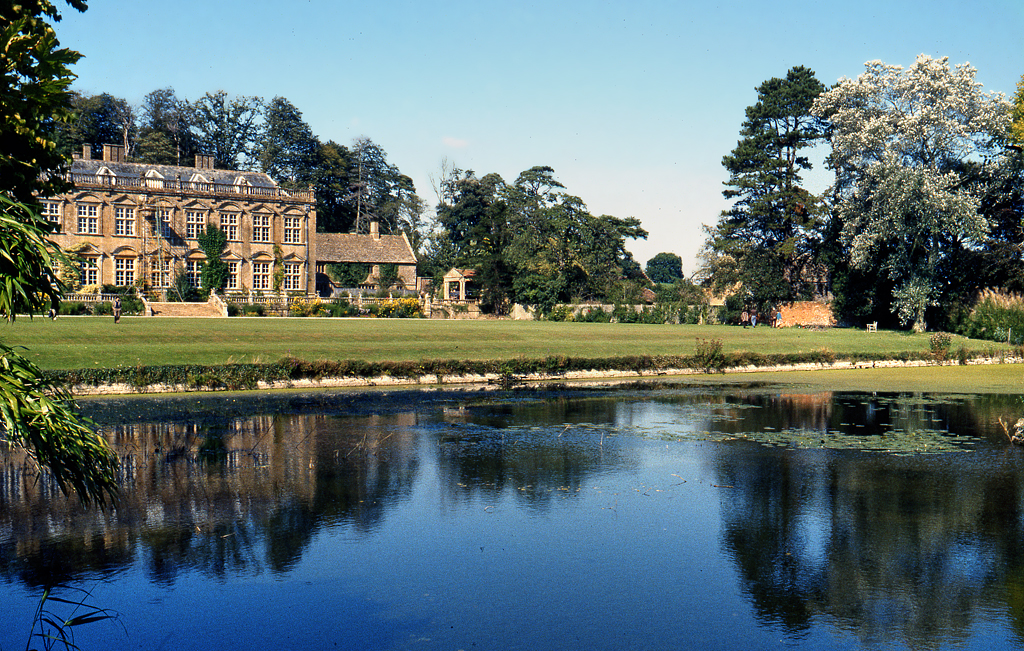
Brympton d'Evercy nel Somerset si evolse dal periodo medievale. Christopher Hussey la descriveva come "La più incomparabile casa in Inghilterra, quella che crea grande impressione e rappresenta così squisitamente lo stile della vita di campagna inglese".

Alcune tra le più note case di campagna inglesi vennero costruite da architetti particolarmente noti all'epoca: Montacute House, Chatsworth House e Blenheim Palace ne sono degli esempi. È interessante notare il fatto che mentre questi ultimi due furono palazzi ducali, Montacute House, anche se fatta costruire dal Master of the Rolls della regina Elisabetta I, venne occupata per i successivi 400 anni dai suoi discendenti, che altri non erano che borghesi provenienti da Londra dove non disponevano di un proprio palazzo.
A ogni modo, gran parte delle case di campagna, spesso passate di eredità in eredità tra borghesi e pari inglesi, sono un'evoluzione di uno o più stili tra facciate e ali in un misto architettonico, spesso a gusto o interpretazione di un architetto locale o sulla base del gusto o delle necessità dei proprietari. Un esempio di ciò è Brympton d'Evercy nel Somerset, costruita in stili architettonici differenti ma con il continuo uso del medesimo materiale, una locale pietra di Ham Hill.
William Kent ridisegnò Rousham House per far spazio ai dodici figli del proprietario e accomodarli in una nuova e più efficiente residenza. Canons Ashby, sede della famiglia del poeta John Dryden, è un altro esempio di evoluzione architettonica: una fattoria medievale allargata in epoca Tudor attorno a un cortile centrale, arricchita da preziosi soffitti stuccati durante il periodo Stuart e con una facciata georgiana aggiunta nel XVIII secolo. Il risultato è un enorme agglomerato di stili differenti che però sono stati assemblati insieme.
Il lento declino della casa di campagna inglese coincise non solo con l'aumento della tassazione, ma anche dell'industria moderna assieme alla depressione dell'agricoltura degli anni '70 dell'Ottocento. Dal 1880 infatti molti proprietari di ville (che erano legati strettamente ancora al possesso della terra) risentirono dei primi contraccolpi dell'agricoltura che li costrinsero a vendere le loro residenze per provvedere al loro stesso sostentamento. Alcuni cercarono di fare fortuna con attività bancarie mentre altri, come il duca di Marlborough, pesantemente impoverito, sposarono ricche ereditiere americane per mantenere le loro case e il loro stile di vita.
Il declino vero e proprio ebbe però inizio dopo la fine della prima guerra mondiale. L'enorme staff necessario per mantenere case così grandi venne impiegato per la patria sul fronte o nelle industrie belliche. Dopo la seconda guerra mondiale, molte case vennero requisite per poi tornare ai proprietari fortemente impoverite o danneggiate. Molti proprietari di ville, avendo perso i loro eredi in guerra, si trovarono completamente spiazzati e dovettero in breve tempo ripiegare su soluzioni di fortuna. La soluzione fu così per molti che si costrinsero a vendere all'asta le loro abitazioni di campagna o venderne addirittura le pietre, i camini e i pannelli.
Malgrado questo declino, ancora alla fine degli anni '20, una casa di campagna era ancora un elemento necessario per il prestigio nell'alta società inglese al punto che, con l'elezione del primo governo laburista nel 1921, il visconte Lee di Fareham donò la sua casa di campagna di Chequers alla nazione a uso del primo ministro, a cui spetta tutt'oggi assieme a Chevening House e a Dorneywood per tutto il periodo della durata in carica del primo ministro e dei suoi ministri.

## Tipologie

### Power House
Le power house (o great house) sono delle grandi residenze di campagna che hanno lo scopo di mostrare chiaramente tutta la potenza e le ambizioni di potere del suo proprietario, della famiglia che vi abita o della dinastia a cui i proprietari appartengono. Le prime grandi residenze di campagna non fortificate o poco fortificate iniziarono a trarre la loro origine dai castelli tradizionali inglesi durante il periodo Tudor, con esempi come nel caso di Hampton Court e Burghley House, e continuarono a evolversi sino al XVIII secolo come nel caso di Castle Howard, Kedleston Hall e Holkham Hall. Alcune strutture raggiunsero il loro zenit dalla fine del XVII secolo sino a metà del XVIII secolo; queste case vennero costruite o ricostruite integralmente da architetti eminenti in stili architettonici di moda all'epoca, con l'apporto di grandi saloni o aree destinate agli ospiti, condizione necessaria per stabilire e mantenere il potere del proprietario della struttura. Il denominatore comune di questa categoria di case inglesi era il fatto che esse vennero tutte quante progettate per essere vissute con grande sfarzo e pompa. Spesso la famiglia del proprietario viveva in spazi ristretti rispetto alla grandezza della villa per vivere in privacy rispetto agli ospiti che vivevano abitualmente nella struttura. Queste case del resto erano residenze alternative a quelle di Londra.
Durante il XVIII e il XIX secolo, per gli strati più alti della società inglese, una casa di campagna era utilizzata come luogo di relax, per i fine settimana e per il periodo della caccia, fatto per cui molte di queste case disponevano addirittura di piccoli teatri dove avvenivano delle rappresentazioni.
Una power house, come del resto molte altre abitazioni di campagna dell'aristocrazia dell'epoca, erano a ogni modo non solo un'oasi di piacere per pochi fortunati; esse erano il centro di un vero e proprio mondo a parte che forniva impiego a centinaia di persone che abitavano nelle vicinanze della residenza i quali, oltre a un salario fisso e un impiego praticamente a vita, ricevevano vitto e alloggio per sé e per la propria famiglia, avevano vestiti adeguati e le donne potevano disporre anche di una piccola dote fornita loro direttamente dal proprietario.
Per il costume degli aristocratici di sposarsi solo con persone appartenenti all'aristocrazia e, per evitare che una sola persona potesse divenire erede di un vasto patrimonio, molti proprietari avevano più di una magione di campagna, che visitavano poi a seconda della stagione: quelle in Scozia per la caccia agli urogalli, quelle in Inghilterra per la caccia a fagiani e volpi. Il conte di Rosebery, ad esempio, disponeva di Dalmeny House in Scozia, Mentmore Towers nel Buckinghamshire, e un'altra casa presso Epsom solo per le corse coi cavalli.

### Residenze minori di campagna
Tra le principali tipologie di abitazioni di residenze minori di campagna inglesi si trovano le detached house (case distaccate), cioè case a sé stanti con giardino e le cui mura sono totalmente distaccate dalle case dei vicini. Sull'altro fronte vi sono invece le semi-detached house (semi distaccate) che invece hanno un muro in comune e sono appoggiate l'una all'altra, come nel caso delle moderne villette a schiera. Nel caso in cui una semi-detached house sia particolarmente grande si può arrivare a chiamarla mansion, una vera e propria villa, spesso abitata da rappresentanti dell'aristocrazia in campagna.
A partire dal Settecento in Inghilterra è poi divenuta diffusissima la Terraced house, la tipica casetta a schiera onnipresente in tutte le periferie delle città. Le Terraced house sono non di rado totalmente identiche l'una all'altra, condividono i muri laterali con le case vicine e sono costruite in lunghe file che producono un piacevole effetto di ordine. Queste case non sono assolutamente care da comprare e sono le tipiche abitazioni della working class inglese. Gli appartamenti vengono chiamati flat, ma anche apartment (quest'ultimo termine viene specialmente usato in America), mentre i condomini sono chiamati apartment tower, flat, block of flats oppure tower block. Quando una casa si trova all'interno di una fattoria (farm) allora viene chiamata farmhouse, oggi spesso affittate ai turisti in cerca del contatto con la natura.
Ci sarebbero moltissime altre tipologie di case, per amor di sintesi ne vogliamo però citare un paio di particolari come la Treehouse, costruita attorno ai rami o al tronco di uno o più alberi, e la Penthouse cioè una abitazione che è costituita dall'ultimo piano di un grattacielo, insomma un attico.

### Dimore vittoriane
A seguito della rivoluzione industriale del XIX secolo, una terza categoria di proprietari di case venne costruita da ricchi industriali per mostrare la loro ricchezza e il loro gusto. Dalla metà dell'Ottocento, col boom economico inglese, vennero costruite nuove ville in stile revivalist.

## Struttura

### Interni
Le case di campagna sono costituite da una serie di locali che non variano in base allo stile architettonico.
Anzitutto c'è un vestibule, l'ingresso, che dà accesso nelle residenze più grandi a una hall e a un salon, utilizzati per feste e ricevimenti, dai quali, o in alternativa dallo stesso ingresso, si accede al drawing room, il grande soggiorno e alla dining room, la sala da pranzo. Esistono anche altri tipi di soggiorni, il sitting room, un salotto più raccolto e privato, e il parlour anche detto reception room, utilizzato per conversare con ospiti ovvero per concedere udienze. Nelle residenze più grandi possono esistere più drawing room, e più dining room, di differenti misure a seconda del numero di commensali. C'è poi la breakfast room, adibita al consumo della prima colazione, il conservatory, una veranda esposta a sud, la morning room, un ennesimo salotto, esposta a est per prendere la luce solare nelle prime ore della giornata, e usata appunto al mattino, una library, altrimenti detta study, utilizzata per l'otium litterarum, una smoking room, ovvero un fumoir, una sala quindi adibita al tabagismo, una music room e una biliard room rispettivamente per suonare strumenti e dedicarsi al gioco del biliardo. Non mancava poi la green house, ovvero la serra, e una cappella. A volte c'era pure un tea salon o tea room, stanza utile a sorbire detta bevanda.
Le residenze più grandi contano anche una ball room, una sala da ballo per le serate di gala, una gallery, una galleria per ulteriori ricevimenti, e una state suite, vale a dire un appartamento composto da una o più anteroom, anticamere, una bedroom, la camera da letto, e uno o più dressing room, gli spogliatoi usati per la toletta quotidiana, adibito all'alloggio degli ospiti più importanti, come il monarca, quando in visita.
Solitamente a un piano diverso da tutte queste stanze, piano collegato all'altro attraverso uno scalone, si trovano le stanze da letto per gli ospiti, tutti o solo quelli di minore importanza quando presente una state suite, e le stanze da letto per la famiglia e per i signori. Nelle dimore più grandi queste stanze possono trovarsi allo stesso piano delle altre stanze ma distaccate in padiglioni separati dal corpo principale al quale si accede tramite passetti di collegamento. Gli alloggi per la famiglia si compongono di quello per i signori e di quello per i bambini. I bambini disponevano di camere da letto, sale da bagno, sale da gioco, e sale da studio, oltre che di una saletta da pranzo per consumare i pasti quando ancora infanti, dal momento che non era permesso loro sedersi a tavola con i grandi prima di una certa età. Annesso al loro appartamento si trova la camera dove giorno e notte erano di guardia bambinaie pronte al servizio. I signori disponevano di stanze per pernottare con annessi bagni e guardaroba. Nelle dimore più grandi i padroni potevano avere due interi appartamenti, uno per lei e uno per lui. Quello della padrona comprendeva la bedroom, una o più anteroom, un dressing room e un boudoir, un piccolo e intimo salottino annesso alla camera da letto adibito all'utilizzo esclusivo della lady. L'appartamento del padrone differiva da quello della padrona per il solo fatto che al posto del boudoir si trova uno study, in questo caso altrimenti anche detto writing closet o private room.
Dipendenze della residenza di campagna erano le stalle, poi anche i garage, e l'ala della servitù, dove i servi vivevano e lavoravano.

### Esterni
Lo spazio esterno è complementare a quello interno. Le residenze di campagna sorgono su vaste tenute, una parte delle quali era adibita ad azienda agricola, e l'altra a giardino. I giardini furono all'italiana e alla francese prima, e all'inglese poi. Nei giardini sorgono padiglioni e altre costruzioni utilizzate per diporto. A volte può esserci pure un parco di caccia all'interno della tenuta, nel qual caso presso la dimora sorge anche un canile, per alloggiare i veltri del signore. In ogni caso distaccata dalla dimora, nel folto del verde, vi è una capanna per il guardacaccia, il quale teneva sotto controllo la fauna assicurandosi pure nessun estraneo praticasse bracconnaggio sulla terra del suo padrone.

## Il dibattito sulleStately home

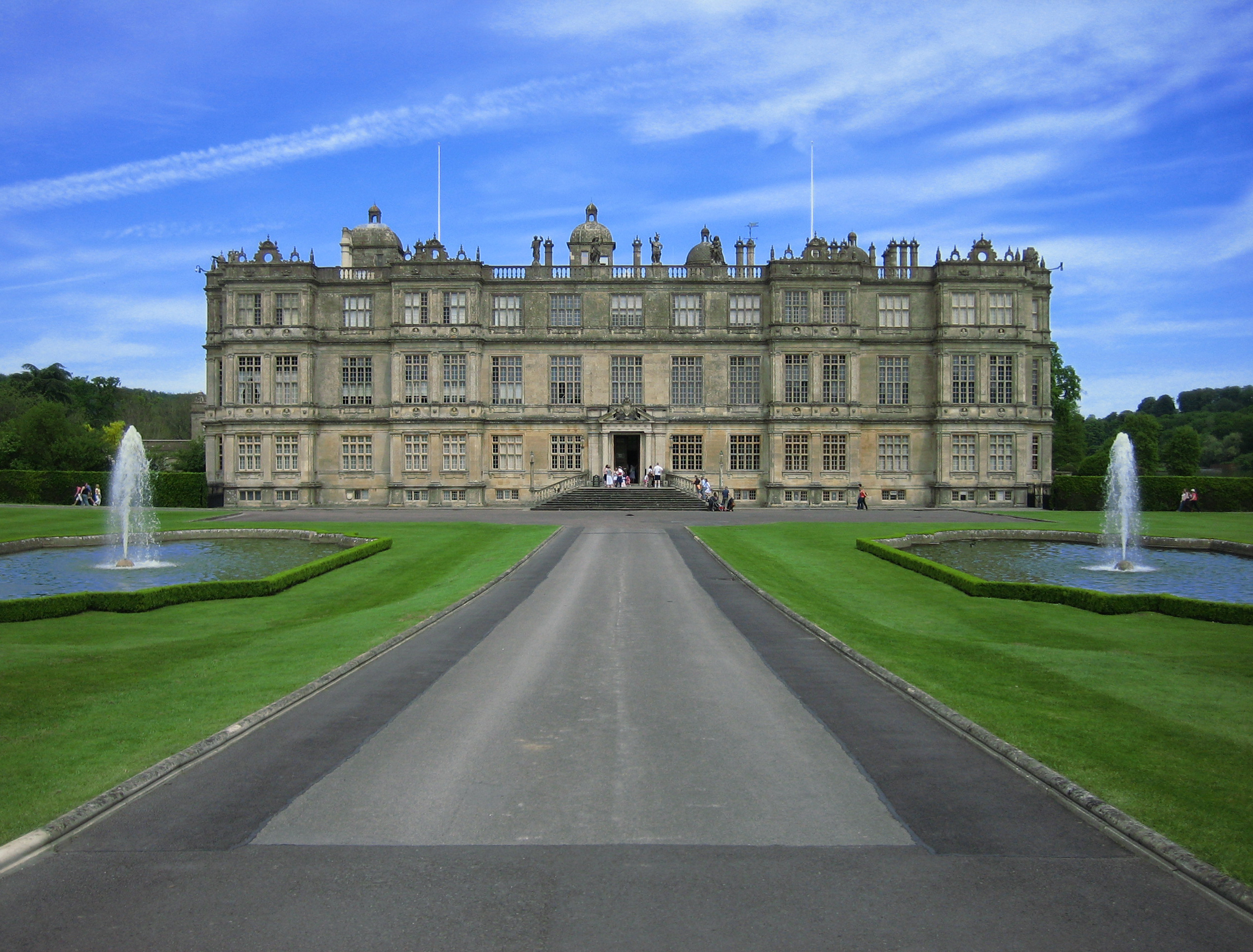
Longleat House fu la prima casa di campagna inglese a essere aperta al pubblico e divenne il primo safari park al di fuori dell'Africa

Spesso le case di campagna sono confuse con le stately home: la differenza sostanziale tra le due tipologie di abitazione consiste nel fatto che le case di campagna sorgono sempre fuori dal centro cittadino, mentre le stately home possono essere state costruite anche all'interno delle città. Un esempio noto di stately home è Apsley House, l'abitazione fatta costruire nel centro di Londra, presso Hyde Park, dal duca di Wellington ma con tutte le caratteristiche di una casa di campagna.
Nella cultura inglese, i termini "country house" e "stately home" sono però spesso utilizzati in maniera interscambiabile. Con tale intento il termine venne utilizzato per la prima volta in una poesia di Felicia Hemans, The Homes of England, originariamente pubblicato nel Blackwood's Magazine nel 1827. Nel XX secolo, il termine venne reso popolare da una canzone di Noël Coward.
Il termine stately home è a oggi soggetto a dibattito e perlopiù caduto in disuso presso storici e accademici per definire propriamente una casa di campagna inglese. In effetti, alcune case di campagna come Ascott House nel Buckinghamshire vennero deliberatamente progettate per non essere definite "stately" ma al contrario per armonizzarsi col paesaggio, mentre alcune grandi case come Kedleston Hall e Holkham Hall vennero costruite proprio come "power houses" per dominare le terre circostanti, con l'intento di impressionare il visitatore. Nel suo libro Historic Houses: Conversations in Stately Homes, l'autore e giornalista Robert Harling indicò la presenza di diciannove stately home dal grandioso palazzo di Blenheim alla minuscola Ebberston Hall.